# Jorma Limmonen
Jorma Johannes «Jomi» Limmonen est un boxeur finlandais né le 29 septembre 1934 à Helsinki en Uusimaa où il est mort le 27 novembre 2012.

## Biographie
Sa carrière amateur est principalement marquée par une médaille de bronze remportée aux Jeux olympiques de Rome en 1960 dans la catégorie poids plumes.

## Palmarès

### Jeux olympiques
- Médaille de bronze en -57 kg aux Jeux de 1960 à Rome, Italie
- 9e en -57 kg aux Jeux de 1964 à Tokyo, Japon